# 제임스 매디슨 대학교
제임스 매디슨 대학교(James Madison University, JMU)는 미국 버지니아주 해리슨버그에 위치한 공립 연구형 대학이다. 1908년에 해리슨버그에서 "State Normal and Industrial School for Women"라는 교명으로 설립되었다가 1938년 제임스 매디슨의 영예를 기리기 위해 매디슨 칼리지(Madison College)로 변경되었고, 이후 1977년에 제임스 매디슨 대학교로 변경되었다. 마사누텐산의 바로 서쪽에 자리잡은 셰넌도어 계곡에 위치해 있다.